# Portão / Cancello
Portão / Cancello là một đô thị thuộc bang Rio Grande do Sul, Brasil. Đô thị này có diện tích 159,942 km², dân số năm 2007 là 28559 người, mật độ 178,56 người/km².